# Pardus Capital
Pardus Capital est un fonds d’investissement américain basé à New York.

## Description
Le fonds Pardus Capital a été créé le 1er avril 2005 par l’homme d'affaires américano-iranien, Karim Samii. C’est un fonds américain, basé à New York, et géré par des professionnels dont Joseph Thornton, un des gérants vedettes de Wall Street, de nombreux banquiers de haut niveau et en fonction des opérations, des hommes pouvant apporter un relationnel comme Patrick Faure, ex-secrétaire général de Renault, pour le dossier Valeo.
Pardus se définit comme un actionnaire industriel à long terme dont le but est d'aider les entreprises à créer de la valeur. Dans la réalité, comme beaucoup de fonds, en particulier les hedge funds, Pardus essaye à partir d'une prise de participation minoritaire dans le capital d'une société cotée, de modifier la stratégie de l'entreprise pour la valoriser au mieux et la revendre. Il n’hésite pas à cet effet à recourir à un certain activisme (courriers aux dirigeants, déclarations dans la presse...) dans le but de rallier à sa cause une majorité d'actionnaires. Sa particularité semble, plus que le démantèlement, le rapprochement. Ainsi Karim Samii cite sa contribution à la réussite des fusions dans le tourisme entre My Travel et Thomas Cook, et entre TUI Travel et First Choice ou son rôle dans le rapprochement entre les américains NTL et Telewest, dans les télécoms.
Au 17 décembre 2009, Pardus est l’actionnaire principal de Valeoqu’il veut rapprocher à l’américain Visteon,  d’Atos Origin en association avec le fonds Centaurus  pour parier sur la consolidation du secteur et de bien autres sociétés.

## Sources
- Article de Jérôme Marmet du 19/03/2008 - Journal des Finances, consulté le 17/12/2009
- Article https://www.reuters.com/article/idUSN31313794/